# Rubus coombensis
Rubus coombensis är en rosväxtart som beskrevs av Rilstone. Rubus coombensis ingår i släktet rubusar, och familjen rosväxter. Inga underarter finns listade i Catalogue of Life.